# Käthe Hoffmann
Käthe Hoffmann (née en 1883 et morte après 1941) est une botaniste allemande.
Elle a notamment traité les Euphorbiaceae dans Das Pflanzenreich : Regni Vegetabilis Conspectus d'Adolf Engler.